# Christen Amby
|  | Denne artikel omhandler Christen Amby. Wikipedia har også en artikel om Kristen Amby |
Christen Amby (født 7. marts 1945 i Nyborg) er en dansk rådgivende revisor med speciale i skat samt medlem af Skatterådet.
Amby er uddannet cand.polit. fra Københavns Universitet. Han var ligningschef i Statsskattedirektoratet/Told- og Skattestyrelsen i perioden 1985-1991 og har siden fungeret som rådgiver for det offentlige og for virksomheder indenfor komplekse skatteområder. Han er ekstern lektor ved Copenhagen Business School og Forvaltningshøjskolen. Han har udgivet bøger om dansk skattelovgivning og artikler om skatteret. Christen Amby modtog i 2004 prisen som Årets Skatterevisor.
Amby var først aktiv i Socialistisk Ungdoms Forum, der på daværende tidspunkt var ungdomsorganisation for Socialistisk Folkeparti. Da Socialistisk Ungdoms Forum brød med SF og og støttede dannelsen af Venstresocialisterne, skiftede Amby til VS, som han var folketingskandidat for. Han stiftede i 1968 Venskabsforeningen Danmark - Den Demokratiske Folkerepublik Korea, som han var formand for i en lang periode. I 1973 rejste han til Nordkorea med Gert Petersen og Svend Auken. Amby vendte senere tilbage til SF, som han har været folketingssuppleant for, men har siden 2001 ikke været aktiv i politik. 
I 2013 offentliggjorde dagbladet B.T. en række oplysninger fra PET, der hævdede, at Amby skulle have ført en række samtaler med en KGB-officer i København og i øvrigt havde ført et kartotek over 2.000 danske politifolk. Amby har afvist alle anklager om agentvirksomhed.
Han er far til kunstrådgiver Peter Amby.